# Identitätsfeststellung
Die Identitätsfeststellung (Abkürzung: IDF) oder auch Identprüfung ist ein Verfahren, um sichere und zweifelsfreie Kenntnis über die Identität einer bestimmten natürlichen Person zu erlangen.

## Verfahren
Ist die betreffende Person anwesend, lässt sich die Identität durch den Vergleich mit einem amtlich beglaubigten Lichtbild (Siegel), wie etwa durch einen vorgelegten Personalausweis, feststellen. So geht auch die Polizei bei einfachen Personenkontrollen vor.
Wenn eine Person einen Ausweis vorlegt, der durch Austausch des Lichtbilds verfälscht wurde, dann erhält die entgegennehmende Stelle zwar eine Zuordnung der Personalien zu der abgebildeten Person, diese Person ist jedoch nicht identisch mit jener, die rechtlich Träger der Identität ist und damit für alle unter dieser Identität getätigten Geschäfte verantwortlich gemacht wird. Wenn sich ein Betrüger anhand eines gefälschten Ausweises andere Urkunden oder Ausweise erschleicht (z. B. Meldebescheinigung, Kundenkarte u. ä.) vermeidet er in Zukunft die Gefahr, dass der Lichtbildertausch erkannt wird. Um amtliche Ausweise fälschungssicherer zu machen, haben die EU-Mitgliedstaaten beschlossen, biometrische Kennzeichen in die EU-Reisepässe aufzunehmen.
Sichere Verfahren
Das sicherste Verfahren zur Identitätsfeststellung ist die erkennungsdienstliche Behandlung (ED), das heißt die Abnahme von Fingerabdrücken und das Anfertigen eines Lichtbildes, wie sie bei den Polizeibehörden in aller Welt praktiziert wird. Das sogenannte ED-Material wird dann mit amtlichen Aufzeichnungen verglichen (Lichtbild auf einem Passantragsformular, Lichtbildvorlage bei Verwandten oder Nachbarn, ED-Behandlung bei anderen Gelegenheiten wie Asylantrag)
Als sicher wurde vom TÜViT auch die Kontrolle des Personalausweises beurteilt, wie sie die Deutsche Post AG mit ihrem Postident genannten Service praktiziert; die Fehlerquote beträgt dabei etwa 1,1 Prozent.
Weitere Anbieter von als sicher geltenden Identifikationsverfahren sind:
in Deutschland: DHL in der Postfiliale und bei Hermes (nach einer telefonischen Terminvereinbarung zu Hause beim Kunden oder im Hermes-PaketShop). Mit IDnow oder verify-u können Personen online identifiziert werden.
in der Schweiz: Die Schweizerische Post mit dem Verfahren Die Gelbe Identifikation
in Österreich: Die Österreichische Post mit dem Verfahren Ident.Brief
Unsichere Verfahren
Ebenfalls verbreitet zur Identitätsfeststellung ist die Überprüfung der Kreditkarte, wobei davon ausgegangen wird, dass das Kreditinstitut bei der Eröffnung des Kontos eines Neukunden eine vollwertige Identitätsfeststellung durchgeführt hat.

## Nutzer
Einer zuverlässigen Identitätsfeststellung kommt im Rahmen des elektronischen Geschäftsverkehrs im Internet eine wachsende Bedeutung zu, da er in der Regel bargeldlos und ohne persönlichen Kontakt zwischen Käufer und Verkäufer durchgeführt wird. Durch Identitätsdiebstahl im Internet kann großer Schaden entstehen, wenn Benutzerkonten bei Geldgeschäften missbraucht werden.
- Direktbanken nutzen dieses Verfahren, um die Identität ihrer Kunden zu überprüfen.

- Das Bundesministerium des Innern (BMI) nutzt dieses Verfahren für die Ident-Bestätigung bei der Teilnahme an dem Kommunikationsdienst De-Mail.

## Recht
Wenn es bei der Identitätsfeststellung um die Feststellung einer Berechtigung geht, so wird vor allem im Bereich von Bankgeschäften von einer Legitimationsprüfung gesprochen.
Im Polizei- und Ordnungsrecht sowie zu Zwecken der Strafverfolgung gibt es verschiedene Rechtsgrundlagen für eine Identitätsfeststellung durch die Polizei. Im Recht der Gefahrenabwehr gehört die Identitätsfeststellung zu den polizeilichen Standardmaßnahmen. Kann die Identität auf andere Weise nicht oder nur unter erheblichen Schwierigkeiten festgestellt werden, können der Betroffene sowie die von ihm mitgeführten Sachen durchsucht (vgl. § 12 Abs. 3 Brandenburgisches Polizeigesetz), bei Aufenthalt in einem militärischen Sicherheitsbereich die zur Personenüberprüfung erforderlichen Maßnahmen von Soldaten der Bundeswehr auch mit unmittelbarem Zwang durchgesetzt werden (§§ 4 ff., § 9 UZwGBw). In Deutschland sind Maßnahmen zur Identitätsfeststellung im Ermittlungsverfahren in § 163b Strafprozessordnung (StPO) geregelt. Die Falsche Namensangabe gegenüber einer zuständigen Behörde, einem zuständigen Amtsträger oder einem zuständigen Soldaten der Bundeswehr ist eine Ordnungswidrigkeit gem. § 111 Ordnungswidrigkeitengesetz (OWiG).
Nicht zu verwechseln ist die Identitätsfeststellung mit der Identifizierung, die in der Gerichtsmedizin dazu dient, die Identität des Opfers einer Straftat festzustellen.